# 한국궁중음식문화협회
한국궁중음식문화협회는 궁중음식의 저장·가공·유통 등을 접목시키기 위한 연구사업, 국제조리기술 교류 등 기술경연 등 목적으로 2004년 7월 27일 설립된 대한민국 농림수산식품부 소관의 사단법인이다. 사무실은 대전광역시 유성구 도룡동 399-8, 첨단상가 마 205에 있다.

## 주요 사업
- 궁중음식문화와 식품가공, 저장, 유통과 연계를 위한 연구
- 전통음식 계승발전을 위한 조사 및 연구
- 궁중음식문화 전파를 위한 홍보
- 국제 조리기술교류 및 국내기술경연 대회 개최